# 韩衮
韓袞（？—？），河南河阳（今河南省孟州市南）人，唐朝政治人物。

## 生平
性好嗜酒。咸通七年狀元，主考官是趙騭，與汪遵同科。謝恩宴上，趙騭屢次談到歐陽琳之文學，韓袞輕視說：“明公何勞再三稱一複姓漢！”（何必一直聊這複姓的傢伙）趙騭十分愕然，急忙離席，此後同榜皆不敢与其共饮，称其为“颠酒同年”。餘事不詳。

## 家族
祖父韓愈。父韓昶，集賢校理；为次子，